# Наказ № 209
Наказ № 209 від 9 січня 1947 року головнокомандувача Радянської військової адміністрації в Німеччині (далі РВАН) та головнокомандувача ГРВН маршала Соколовського Василя Даниловича мав на меті створення «Нових ферм» (в однині нім. Neubauernhof). Також передбачалось знищення та ліквідація маленьких родових маєтків (панських та поміщицьких садиб — відповідно нім. Herrenhaus та нім. Gutshof) в межах Радянської зони окупації Німеччини. Знищені садиби мали використовуватись, як будівельний матеріал для житлових та господарських будівель в межах запланованого створення «нових ферм».

## Причини
Наказ радянських окупаційних військ передував експропріації та арешту або висилці власників великих ділянок землі на сході Німеччини в рамках земельної реформи в радянській зоні. «Берлінська декларація» від 5 червня 1945 року була політичним підґрунтям для «Положення про земельну реформу» (нім. Verordnung über die Bodenreform).
Згідно з цим документом експропріацію мала бути проведена як для власників земельних ділянок з площею понад 100 га, так і для військових злочинців та активних членів НСДАП. Експропрійована земля надходила до відповідних локальних земельних фондів.
Колишні власники втрачали не тільки земельні ділянки, але й все інше майно — від житлових будинків та фінансових вкладень до меблів та одягу. Колишні власників висилались з рідних округів та часто переселялись в табори для переміщених осіб в Косвігу та Радебергу або навіть до Рюгену.
Наказ № 209 було видано Радянською військовою адміністрацією у Німеччині через те, що як процес експропріації за земельною реформою та розподіл експропрійованої землі між малоземельними та безземельними фермерами та переселенцями, так і будівництво житлових та господарських будівель новими фермерами не відповідали планам окупаційних сил. Головною причиною була нестача будівельного матеріалу.

## Текст наказу
Наказ № 209 голови Радянської військової адміністрації, головнокомандувача Групи радянських військ в Німеччині від 9 вересня 1947 року
Тема: Заходи економічної розбудови нового фермерського господарства.
В результаті проведеної у радянській зоні окупації земельної реформи великі землевласники - юнкери, що були підтримкою реакції та мілітаризму - були ліквідовані.
На основі конфіскованого майна юнкерів було засновано близько 500 000 нових господарств.
Досвід майже дворічного становлення нового господарства показав, що воно майже стало на ноги. Сільськогосподарські роботи у 1946 та у 1947 роках виконувались новими фермерськими господарствами вчасно та добре. Переважна більшість нових фермерів чесно виконує свій обов'язок перед німецьким народом у питаннях повного виконання закладених норм доставки сільськогосподарських продуктів.
Радянська військова адміністрація та німецькі органи самоврядування надали значну допомогу новому господарству у його розбудові. Крім великої рогатої худоби, що ми зберегли за допомогою земельної реформи, додатково нові господарства продали 20300 коней, 98700 великої рогатої худоби та 98200 свиней, овець та кіз. Цим господарствам також було надано значні кількості сім'яних позик, кредити для будівельних цілей, для придбання худоби та інвентарю і надані концесії на постачання сільськогосподарських продуктів. Але цим не були подолані складності у будівництві житлових та господарських будівель і постачання нових господарств робочою та домашньою худобою.
З метою подолання цих складностей та якомога швидшого завершення економічного створення нових фермерських господарств наказую:
I. Прем'єр-міністрам урядів земель та президентам німецьких органів сільського та лісового господарства:
1. За час 1947-48 років забезпечити будівництво не менше, як 37000 будинків у господарствах нових фермерів, з них:
у землі Бранденбург 10000 будинків
у землі Саксонія-Ангальт 7000 будинків
у землі Мекленбург 12000 будинків
у землі Саксонія 5000 будинків
у землі Тюрингія 3000 будинків
2. До 1 січня 1948 року прикріпити до нових фермерів ферми та земельні ділянки для будівництва житлових та господарських будівель. Розміри ділянок для будівель та ферм визначити урядам земель, але не більше 0,75 гектар.
3. Заяви щодо права на будівництво, прикріплення ділянок, забезпечення кредитів проробити у місячний термін та урегулювати. Осіб, що винні у затримках, притягнути до відповідальності.
4. Вжити заходи, необхідні для розширення виробництва місцевих будівельних матеріалів для будівництва будинків в нових фермерських господарствах: цегли, черепиці, вапна, гіпсу, деревини та інших будівельних матеріалів.
5. На лісопильних підприємствах мають бути організовані нові додаткові робочі зміни, але не перешкоджаючи основному плану. Вироблені на додаткових робочих змінах товари направляються виключно на потреби нових фермерських господарств. У кожному районі мають бути організовані транспортні засоби для лісопильних матеріалів. Якщо фермери не мають будівельної деревини, має бути забезпечена необхідна кількість деревини з лісів муніципальних утворень і органів місцевого самоврядування за договірними цінами.
6. Асоціації взаємодопомоги селян та окремим фермерам дозволити безперешкодно використовувати зруйновані будівлі та заводи з виробництва озброєнь, будівлі колишніх поміщицьких господарств та руїни безхазяйних будівель.
7. Надати фермерам повну свободу вибору типу бажаних будівель. Відмовитись від неправильної практики обов'язкового зведення селянських будинків за дорогими стандартними типами.
8. Організувати допомогу для нових фермерів у перевезенні будівельних матеріалів для їх господарств. Рекомендувати Асоціації взаємодопомоги селян для цієї мети скористатися тракторами центрів оренди машин у той час, коли вони не зайняті польовими роботами.
9. Запаси матеріалів, що виробляються (цвяхи, руберойд, скло, пиломатеріали та інші), які виділяються для сільського господарства, використовувати в основному для будівельних потреб в господарствах нових фермерів.
II.Прем'єр-міністрам земель Саксонія-Ангальт, Саксонія та Тюрингія - забезпечити продаж худоби землям Мекленбург і Бранденбург в об'ємах відповідно до Додфтку. Купівлю великої рогатої худоби для земель Мекленбург і Бранденбург закінчити до 1 грудня. Прем'єр-міністрам урядів земель Бранденбург і Мекленбург забезпечити своєчасну доставку худоби із земель Саксонія-Ангальт, Саксонія та Тюрингія і її продаж виключно для нових фермерів.
III. Прем'єр-міністрам земель Саксонія-Ангальт, Саксонія та Тюрингія - організувати в межах земель продаж робочої та домашньої худоби до нових фермерських господарств таким чином, що у найближчі 3-4 місяці ситуація, в якій нові фермери не мають корів, не існувала.
IV. Глави департаментів Радянської військової адміністрації земель мають систематично контролювати організацію і хід будівництва для нових фермерів. Кожен квартал мені повинні бути представлені департаментом сільського та лісового господарства Радянської військової адміністрації доповіді про хід будівництва.
Голова Радянської військової адміністрації головнокомандувач Групи радянських військ в Німеччині
Маршал Радянського союзу В. Соколовський
Заступник голови штабу Радянської військової адміністрації в Німеччині
Генерал-лейтенант Д. Самарський 

## Виконання наказу у Саксонії
Міністерство сільського та лісового господарства Саксонії відреагувало 4 жовтня 1947 року циркуляром № 11/47. До пункту 6 Наказу № 209 було визначено «Знесення господарських будівель для отримання, що буде використано для будівництва, прийняти до виконання у підсиленому масштабі» (нім. Der Abbruch von Gutsgebäuden zur Gewinnung von Material zur Erstellung von Höfen ist im verstärkten Maße in Anspruch zu nehmen). Господарські будівлі були сільськогосподарськими прибудовами до маєтків, наприклад, стайні або комори, що були необхідні для господарської діяльності. Швидко стало зрозуміло, що власне «непотрібні» панські садиби та замки, що були експропрійовані у землевласників, мають лишитись. Тому Комісія з земельної реформи Саксонії (нім. Landesbodenkommission Sachsen) на засіданні 12 грудня 1947 року прийняла згубне рішення для культурного ландшафту: «Окружні комісії з земельної реформи мають негайно знести щонайменше 25 % панських маєтків та замків» (нім. Die Kreisbodenkommissionen werden angewiesen, sofort mindestens 25 % der Herrenhäuser und Schlösser abzubrechen).. Це стало смертельним вироком для понад 240 замків та панських садиб у Саксонії.

## Знищені садиби
В першу чергу військова адміністрація внесла в список маєтки (нім. Rittergut), як «носії свідчень феодального гноблення».
Не зважаючи на нестачу житла та використання панських садиб для цього велика їх кількість була підірвана або знесена, щоб знищити згадки про їх колишніх власників. Перед знесеннями садиб їх дозволяли розграбувати. Лозунгом робіт по знесенню був «Цитаделі мають впасти» (нім. Die Zwingburgen müssen fallen). В основному господарські будівлі та інші прибудови залишали.
У Саксонії-Ангальт ландратам було наказано розділити разом з «Асоціацією взаємодопомоги селян» (нім. Vereinigung der gegenseitigen Bauernhilfe, VdgB) маєтки та будівлі і панські садиби, що не використовувались — знести. Взимку 1947—1948 почались перші роботи зі знесення в Саксонії-Ангальт.
Протести захисників пам'яток та краєзнавців були малоуспішними. Однак для можливості врятувати будівлі, яким загрожувало знесення, у багатьох містах вишукувались можливості для використання. Маєтки використовувались як притулки, квартири для переселенців, школи, як будинки пристарілих та будинки для людей, що потребують особливого догляду, як музеї, архіви чи адміністративні будівлі.
У переліку нижче вказується населений пункт, назва знищеного об'єкту з описом та останні власники.

### Тюрингія
- Адельсборн (частина громади Ляйнефельде-Ворбіс) — маєток Адельсборн (нім. Gutshaus Adelsborn), знесений у 1948 році. Належав Зіттігу Васмуту фрайгерру фон Вінтцингероде-Кнорр
- Ангельрода — замок Ангельрода (нім. Schloss Angelroda), знесений у 1947 році. Належав генералу Фрідріх-Карлу фон Віцлєбен.
- Балльгаузен — Зелений замок (нім. Grünes Schloss) після Другої світової війни знесений не зважаючи на відсутність пошкоджень. Належав сім'ї Люциуса фон Балльгаузена
- Берінген (частина громади Ільмталь) — панська садиба, знесена у 1947 році. Належав Фредебру фон Кетельгодт.
- Білльмутгаузен (нім. Billmuthausen) — маєток, знесений у 1947 році. Належав Герману Людлоффу.[5]
- Бланкенберг — фортеця Бланкенберг (нім. Burg Blankenberg), знесена у 1948 році. Належала сім'ї Гетце.
- Браунсдорф (частина громади Аума-Вайдаталь) — замок. Належав сім'ї фон Зайдевіц.
- Кріспендорф — замок Кріспендорф (нім. Schloss Crispendorf), підірваний у 1948 році.
- Дорнгайм — замок Дорнгайм (нім. Schloss Dornheim), знесений у 1948 році. Належав сім'ї Віцлєбен-Вурмб.
- Дракендорф (частина міста Єна) — маєток садиби знесено у 1949 році. Належав сім'ям фон Цігезар та фон Хелльдорф.
- Дюррергоф — маєток Дюррергоф (нім. Herrensitz Dürrerhof), на північ від Айзенаху. Експропрійовано після Другої світової, знесення у 1947 році.
- Фрауенпрісніц — замок Фрауенпрісніц (нім. Schloss Frauenprießnitz). Знесення до кінця 1940-х всіх будіель, крім головної, не зважаючи на їх стан.
- Ганглоффземмерн — замок Шільфа (нім. Schloss Schilfa). Належав барону фон Гаґке (нім. von Hagke).
- Гріфштедт — знесено панська садиба та каплиця у 1948—1949 роках. Належав державі.
- Ґрісгайм (частина громади Ільмталь) — замок Ґрісгайм (нім. Schloss Griesheim). Належав землі Тюрингія.
- Гросфанер — замок Ґрісгайм (нім. Schloss Großfahner, складався з двох споруд — сланцевого та цегляного замків, нім. Schieferschloss und Ziegelschloss). Належав сім'ї фон Зеєбах (нім. von Seebach).
- Гроснойгаузен — замок та господарські будівлі, знесений у 1947 році. Належав Елізабет, графині Вертерн (нім. Elisabeth Gräfin Werthern).
- Гюнтерслебен-Вехмар — замок на воді Гюнтерслебен (нім. Wasserschloss Günthersleben), знесений до 1952 року. Належав сім'ї фон Свайне (нім. von Swaine).
- Гессберг (частина громади Файльсдорф) — панська садиба, знесена у 1948 році. Належала сім'ї фон Айхель-Штрайбер (нім. von Eichel-Streiber).
- Гільдебрандсгаузен (село у районі Унструт-Гайніх) — маєток Койдельштайн (нім. Gut Keudelstein, також зустрічається назва «замок»), знесений у 1948 році. Належав сім'ї фон Койдель (нім. von Keudel)
- Інгерслєбен (частина громади Нессе-Апфельштедт) — «Вілла», подібна за будовою до замку, знесена у 1947—1948 роках. Належала фон Скарзевскі (нім. von Skarzewski).
- Лауха (частина громади Герзель) — замок Вайер (нім. Weiher-Schloss), знесений у 1947—1948 роках.
- Краутгаузен — панська садиба (називався «замком»), збудована сім'єю фон Нессельродт (нім. von Nesselrodt), знесена у 1947 році. Належала сім'ї фон Айхель-Штрайбер (нім. von Eichel-Streiber).
- Мозен (частина громади Вюншендорф/Ельстер) — панська садиба («замок») маєтку (нім. Rittergut), знесена у 1945 року. Належала фермеру Еріху Фріке (нім. Erich Fricke).
- Нідерроссла (частина громади Ільмталь-Вайнштрассе) — замок Нідерроссла (нім. Schloss Niederroßla) та квартири гуртожиткового типу (нім. Gesindewohnungen) знесені у 1947 році. Від останніх залишилась тільки фортеця Нідерроссла (нім. Burg Niederroßla).
- Небденіц — дна з двох панських садиб знесена у 1948 році. Належала сім'ї фон Тюммель (нім. von Thümmel).
- Обертопфштед (частина громади Топфштедт) — маєток, знесений у 1947—1948 роках.
- Шлоссфіппах — замок Фіппах (нім. Schloss Vippach), знесений у 1948 році. Належав сім'ї Цолленбуш (нім. Collenbusch).
- Зелька (частина міста Шмелльн) — замок, підірваний у 1948 році. Належав сім'ї Фрайгерр фон Тюммлєр (нім. Freiherr von Thuemmler).
- Зоннеборн — «шиферний замок» (нім. Schieferschloss, як власна назва так і опис). Належав сім'ї фон Вангенгайм (нім. von Wangenheim).
- Штедтен-ан-дер-Гера (частина міста Ерфурт) — замок Штедтен (нім. Schloss Stedten), знесений у 1948—1949 роках. Належав графу фон Келлєр (нім. von Keller).
- Штрауссфурт — замок, знесений у 1948 році. Належав фонду Мюнхгаузен-Вайсенгауз (нім. Münchhausen-Waisenhausstiftung)
- Венде — панська садиба, підірвана у 1948 році. Належала Фрідріху Вільгельму Фрайгерру фон Вінцігенроде-Кнорр
- Венігенземмерн (частина міста Земмерда) — маєток, підірваний у 1948 році. Належав сім'ї Байзе (нім. Beise).

### Саксонія
- Арнсдорф (частина громади Штрігісталь) — замок Арнсдорф (нім. Schloss Arnsdorf), частково знесений у 1945 році.
- Редерн (частина громади Еберсбах) — замок Редерн (нім. Schloss Rödern), знесений у 1948 році.
- Лінц (частина громади Шенфельд) — замок Лінц (нім. Schloss Linz), знесений у 1948 році.
- Каніц (частина міста Різа) — замок Каніц (нім. Schloss Canitz), знесений у 1948 році.
- Еренберг (частина громади Крібштайн) — замок Еренберг (нім. Schloss Ehrenberg), знесений в основному у 1948 році, лише маленька частина крила-каплиці залишилась
- Носсен — замок Граупциг (нім. Schloss Graupzig), знесений у 1948 році. Належав сім'ї фон Майєнбург.
- Гредель (частина громади Нюнхріц) — замок Гредель (нім. Schloss Grödel), знесений у 1945 році
- Грюнліхтенберг (частина громади Крібштайн) — замок Грюнліхтенберг (нім. Schloss Grünlichtenberg), у 1945 році знесено середню частину з вестибюлем та сиґнатуркою.
- Лампертсвальде (частина громади Кавертіц) — замок на воді, знесений у 1948 році. Належав сім'ї фон Цешау.
- Наундорф — замок Наундорф (нім. Schloss Naundorf), знесений у 1945 році.
- Ріттміц (частина громади Острау) — маєток або замок Ріттміц (нім. Herrenhaus Rittmitz), знесений у 1945 році.
- Швета (частина міста Дебельн) — замок Швета (нім. Schloss Schweta), знесений у 1948 році.
- Зеєргаузен (частина громади Штаухіц) — замок Зеєргаузен (нім. Schloss Seerhausen), підірвано у 1949 році. Належав Гуґо фрайгеру фон Фріч
- Штаухіц — замок Штаухіц (нім. Schloss Stauchitz), знесений у 1949 році.
- Штезіц (частина громади Штаухіц) — замок Штезіц (нім. Schloss Stösitz), знесений у 1949 році. Належав Францу Коппу.
- Тіфенау (частина громади Вюлькніц) — замок Тіфенау (нім. Schloss Tiefenau), одна з найвизначніших пам'яток бароко Саксонії, знесена у 1948 році. Належав сім'ї фон Пфлюґк (нім. von Pflugk).
- Цоттевіц (частина громади Прістевіц) — замок Цоттевіц нім. Schloss Zottewitz, підірваний у 1948 році.

### Саксонія-Ангальт

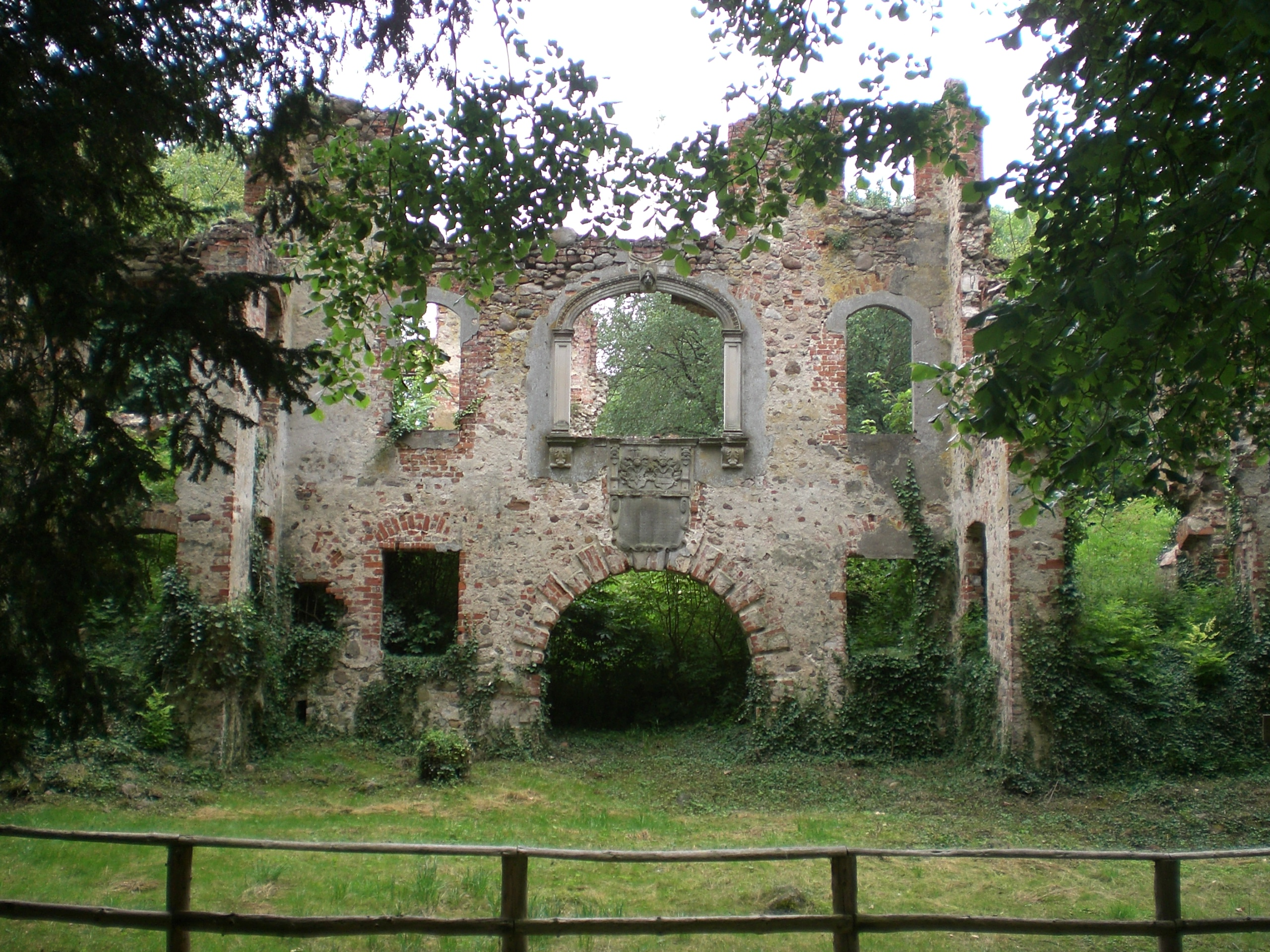
Руїни «Нового замку Тільзену»

- Кірхшайдунген — «Маєток Кірхшайдунген» (нім. Rittergut), верхня садиба та панська садиба. Належав графам фон дер Шулєнбург з Бургшайдунгу (нім. von der Schulenburg).
- Тільзен — «Новий замок Тільзену» (нім. Neues Schloss Tylsen) знесений у 1948—1949 роках.

### Бранденбург
- Брізен (частина міста Фрізак) — «Замок Брізен» (нім. Schloss Briesen) знесено у 1947 році.
- Брюкендорф (частина громади Гросс Панков) — знесено замок.
- Ельденбург (частина міста Ленцен) — фортеця та замок зруйновані у 1946 та 1949 відповідно (залишилась лише башта Квітцов нім. Quitzowturm)
- Ферхезар (частина громади Штехов-Ферхезар) — «Замок Ферхезар» (нім. Schloss Ferchesar) знесено у 1947 році.
- Коцен — знесено замок у 1947 році. Особливий приклад безглуздості наказу, оскільки будівельний матеріал не використовувався після знесення (будівля 1787 року в основному була глиняною фахверковою будівлею[de] нім. Lehmfachwerk). Тільки садиба у Пессіні, фахверкова будівля 15 сторіччя, пережила через це заплановане знесення у 1948 році.
- Мюкенберг (сьогодні Лаухгаммер-Вест) — «Замок Мюкенберг» (нім. Schloss Mückenberg), знесений у 1945 році.
- Цолльхов (частина громади Міловер-Ланд) — панська садиба, знесена у 1948 році.

### Мекленбург-Передня Померанія
- Доббін-Лінстов — «Замок Доббін» (нім. Schloss Dobbin), знесений після підпалу у 1945 році. Належав серу Генрі Детердінгу (нід. Henri Deterding, тогочасний голова Royal Dutch Shell), до того — королівській сім'ї Нідерландів.
- Зассніц — «Замок Двазіден» (нім. Schloss Dwasieden), знесений у 1948 році. Був артилерійською школою та належав ВМС Третього Рейху.

### Галерея знищених замків та маєтків

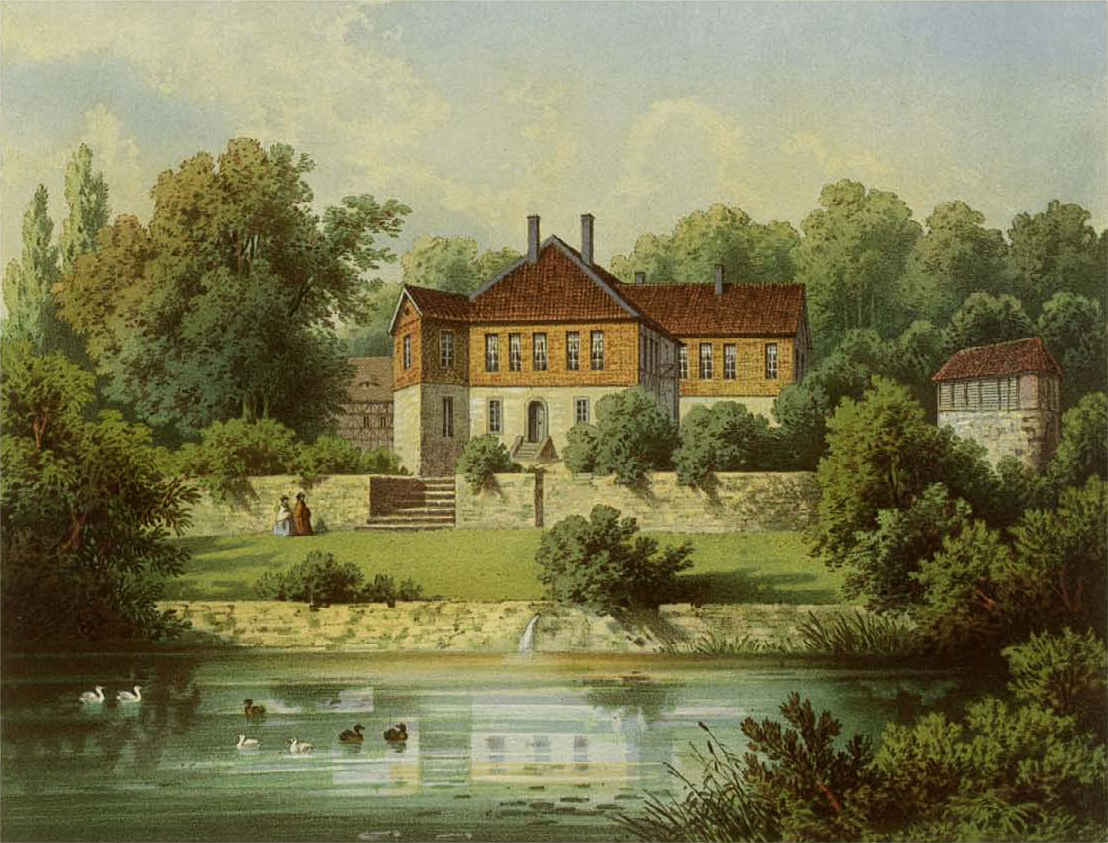
Маєток Адельсборн (з колекції Александра Дункера[de])
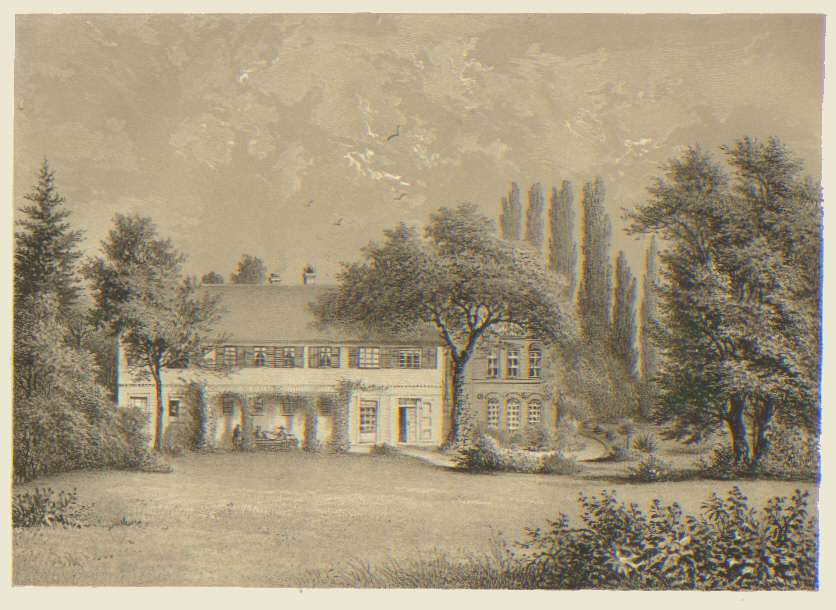
Маєток Дюррергоф
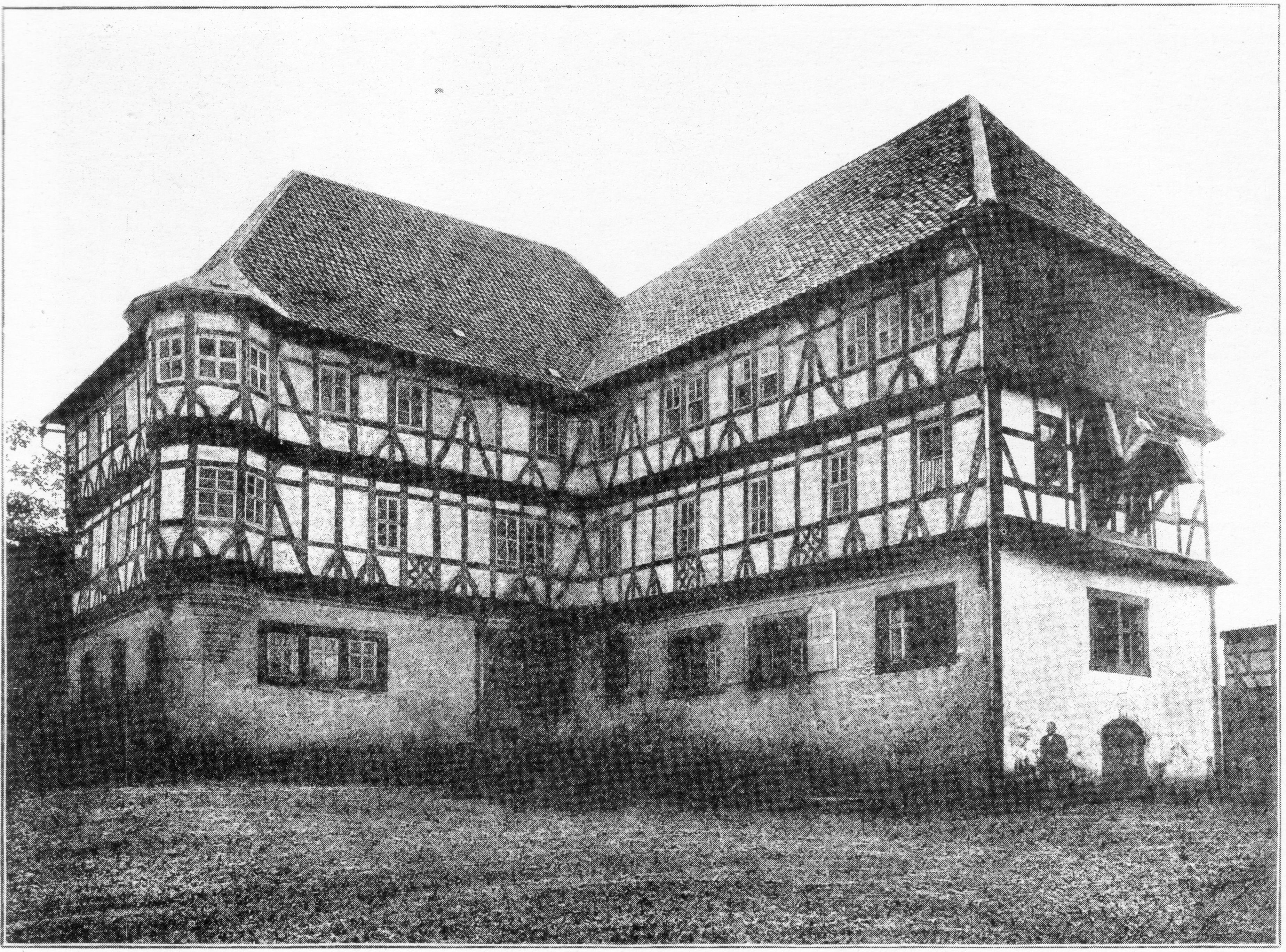
Маєток Койдельштайн
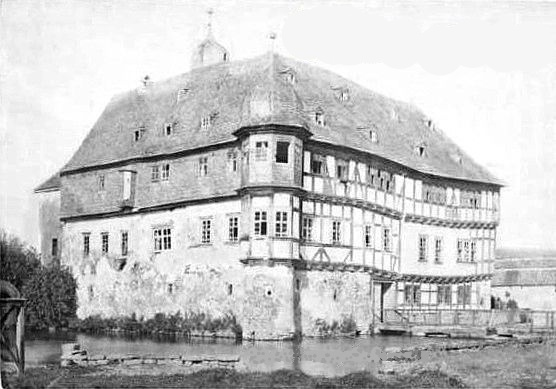
Шиферний замок Зонненборн
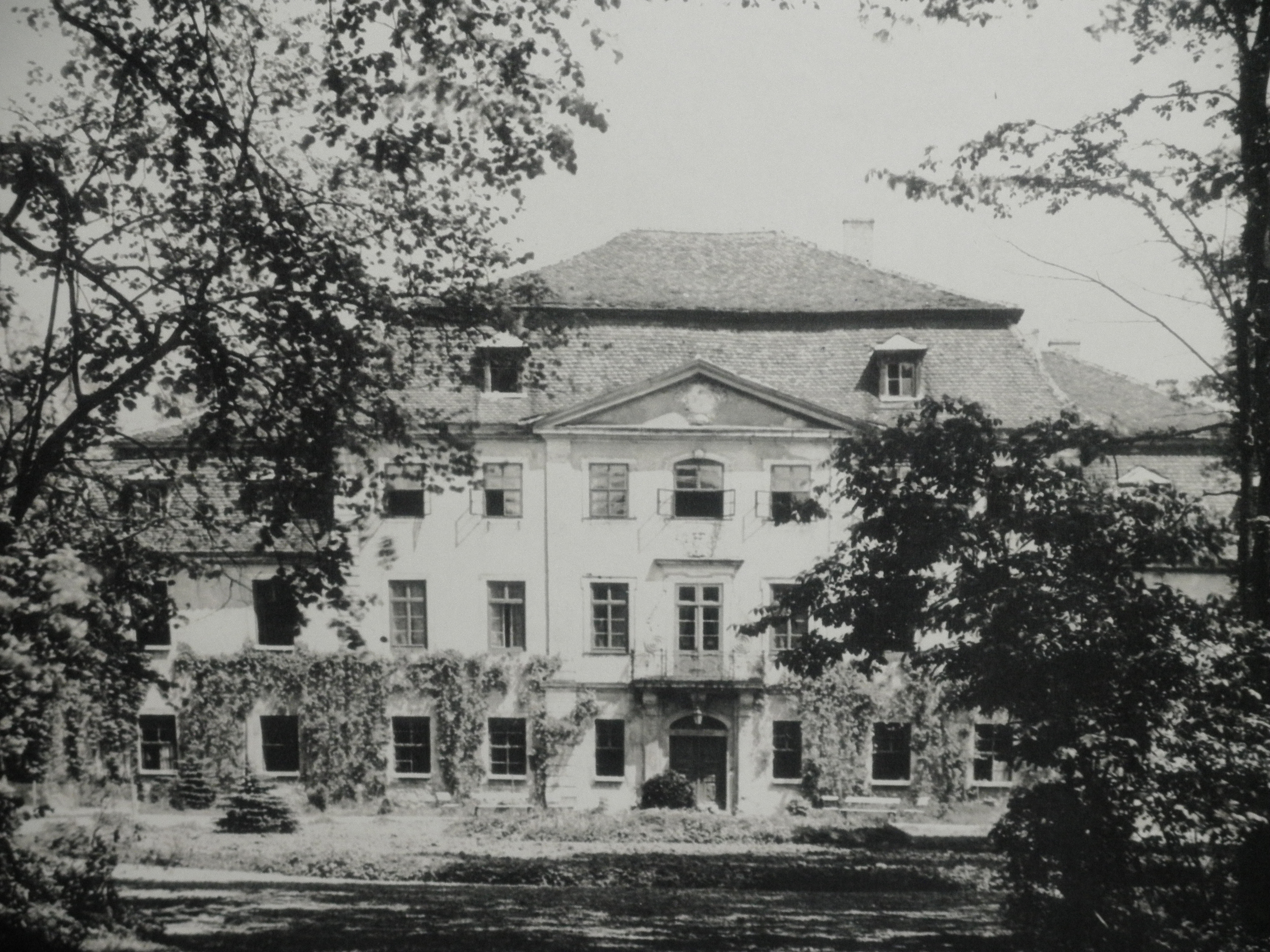
Замок Штедтен перед знесенням
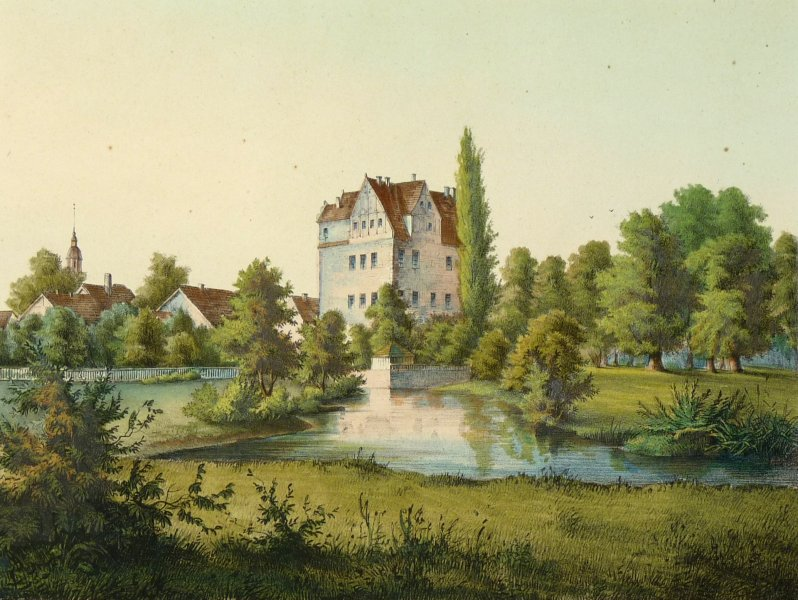
Замок Редерн
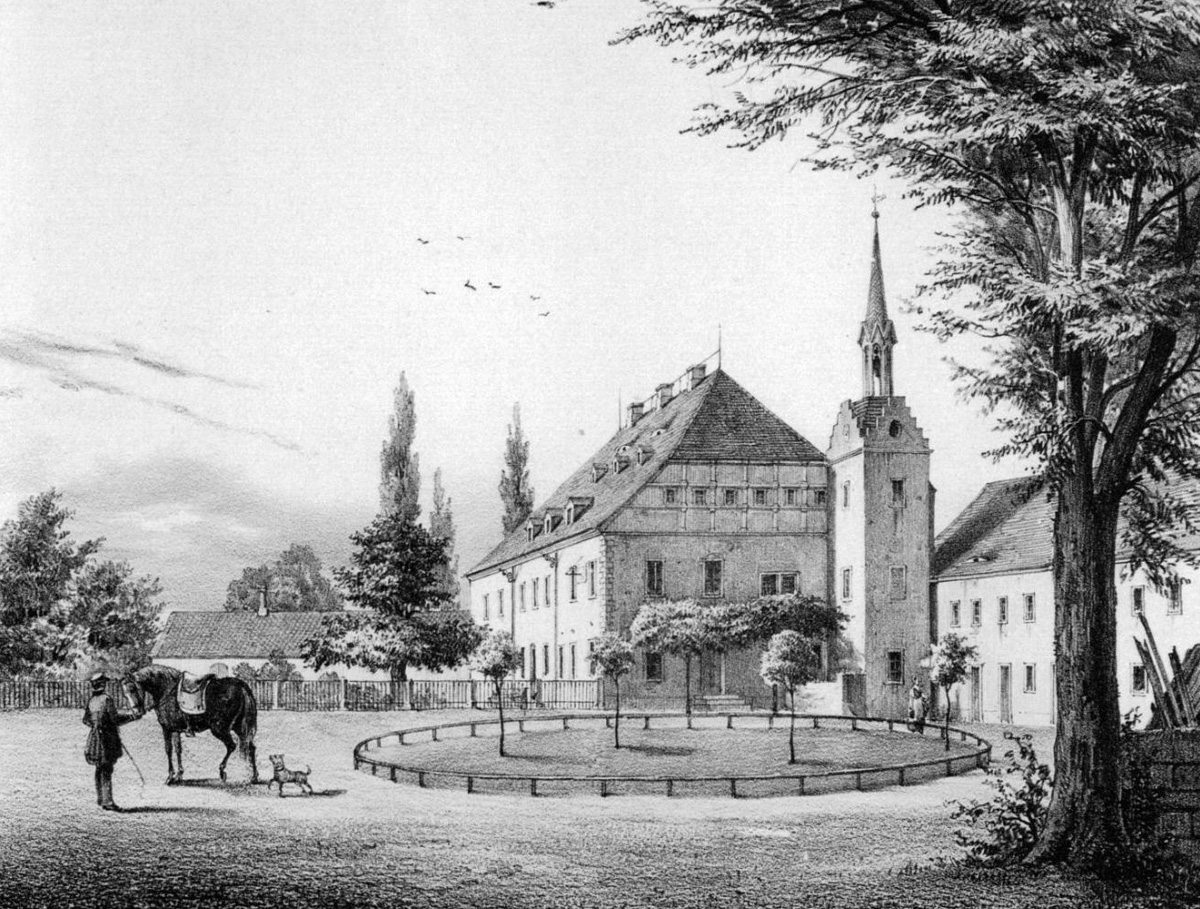
Замок Еренберг у 1850 році
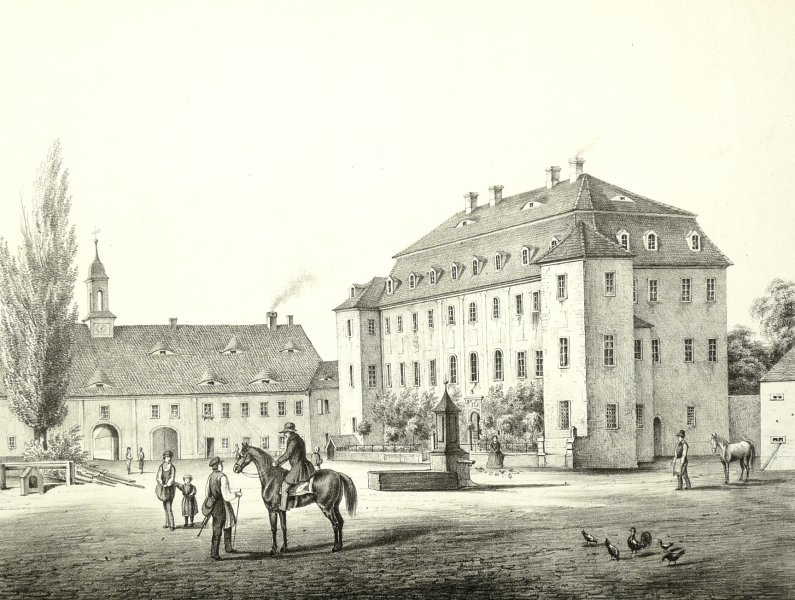
Замок Гредель
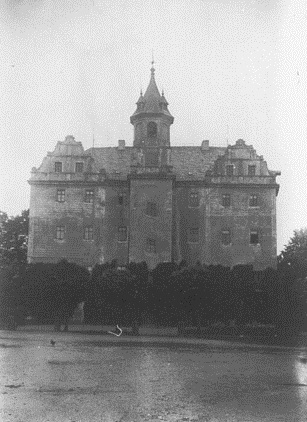
Замок Швета
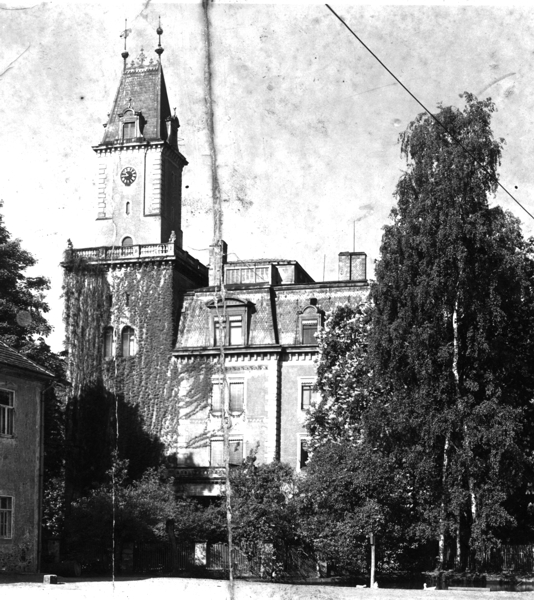
Замок Зеєргаузен
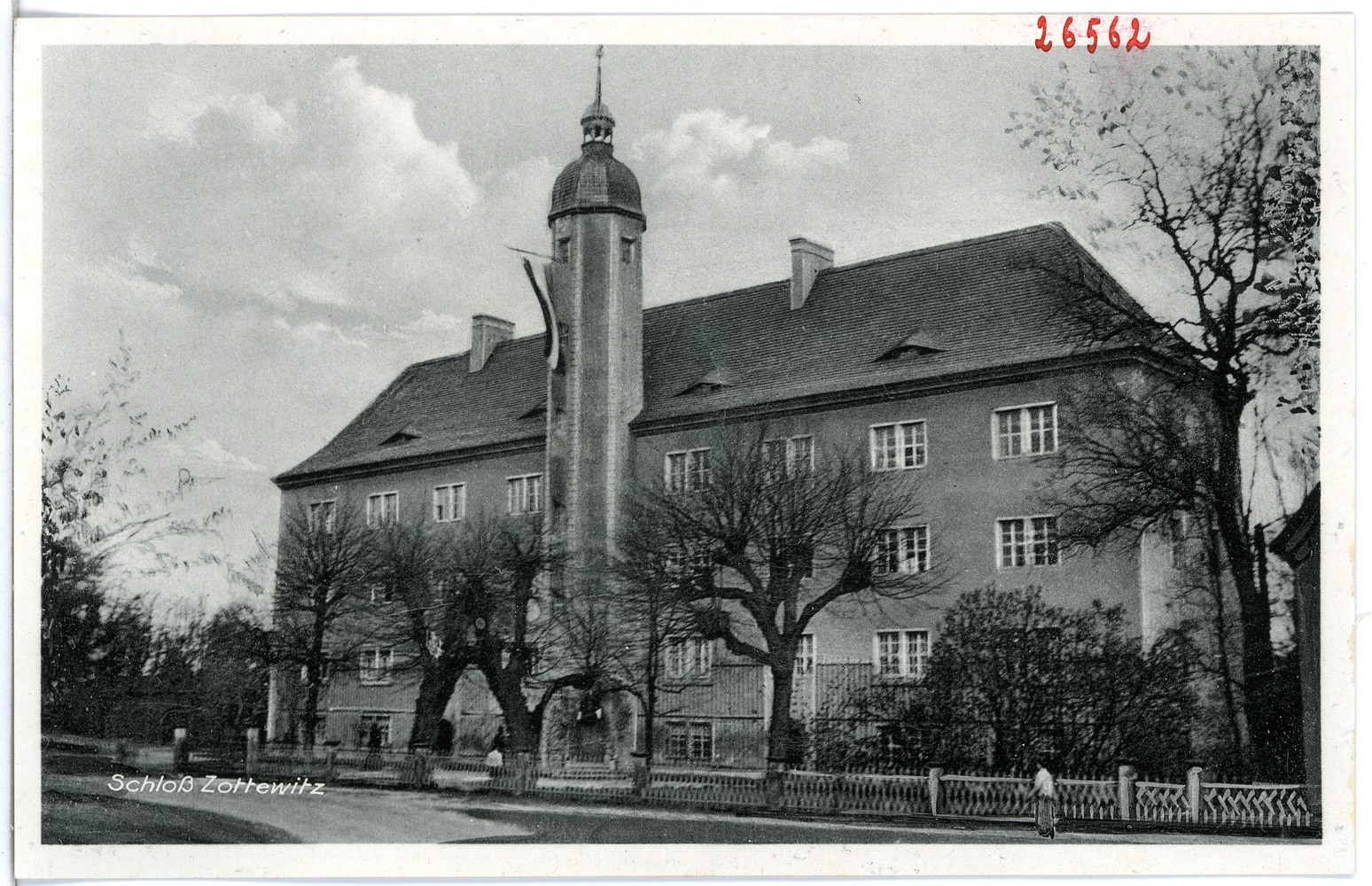
Замок Цоттевіц
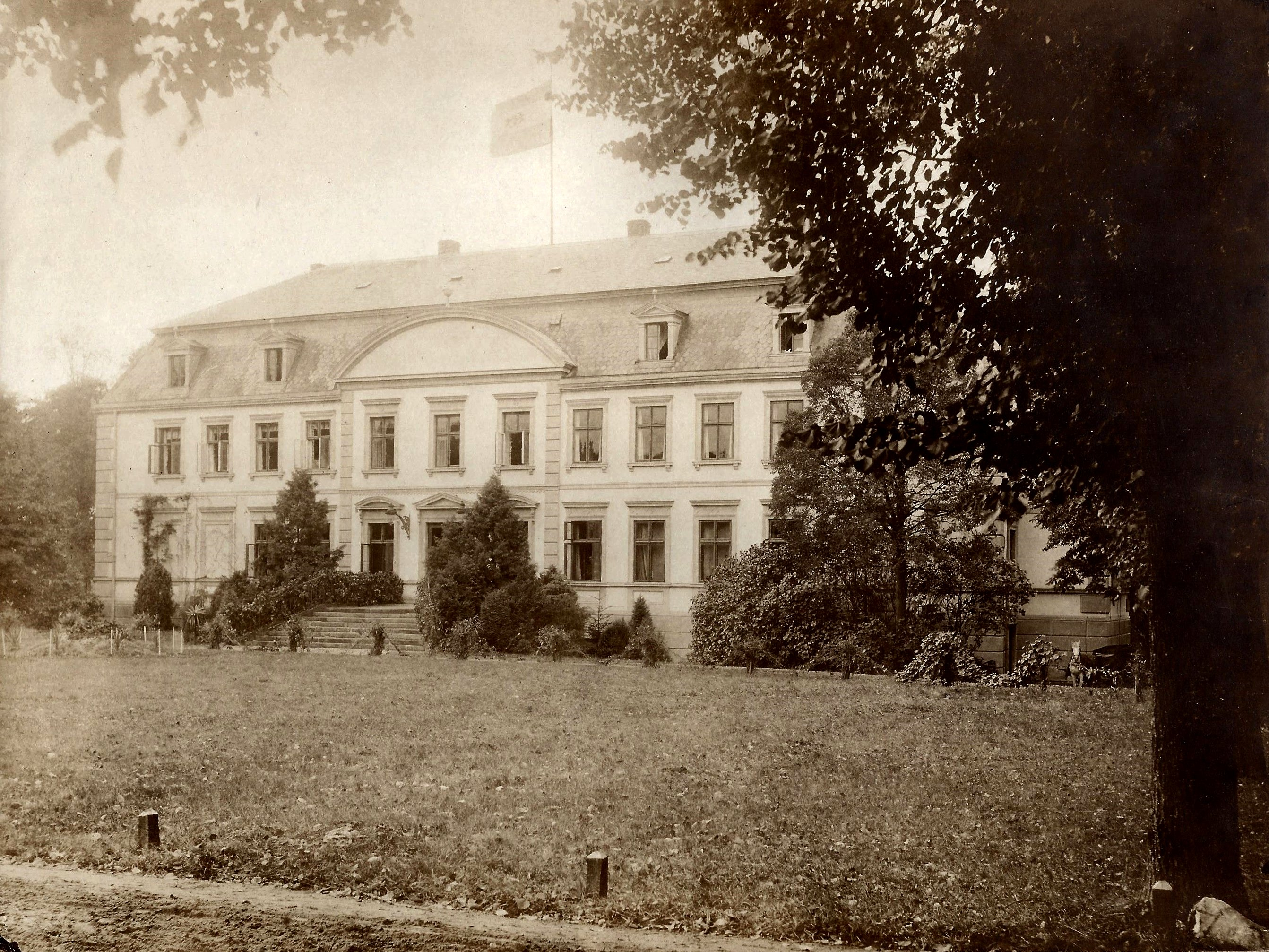
Замок Доббін
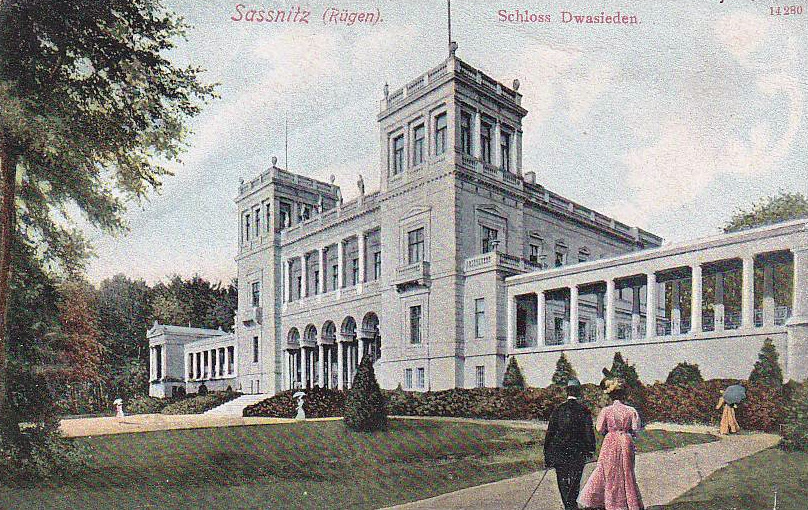
Замок Двазіден з поштової листівки 1900 року
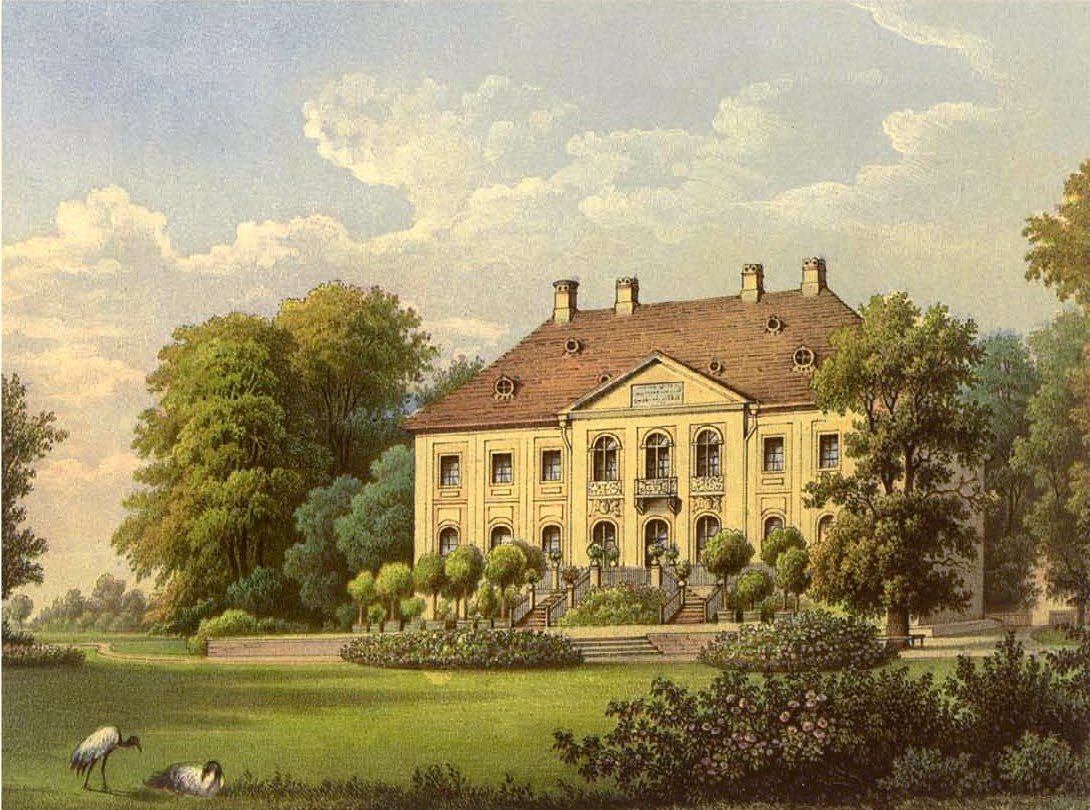
Замок Мюкенберг, літографія з колекції Александра Дункера[de]
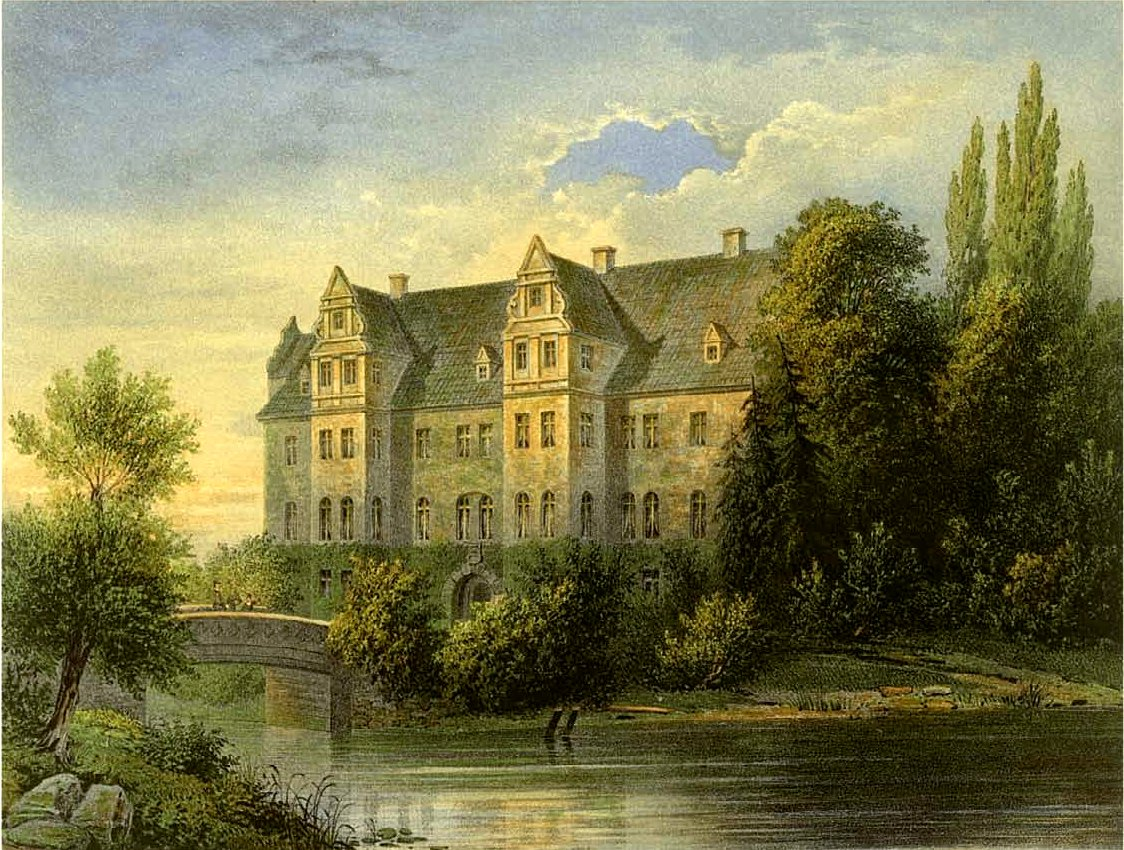
Новий замок Тільзен